# Saint-Paër
Saint-Paër és un municipi francès situat al departament del Sena Marítim i a la regió de Normandia. L'any 2007 tenia 1.200 habitants.

## Demografia

### Població
El 2007 la població de fet de Saint-Paër era de 1.200 persones. Hi havia 460 famílies de les quals 80 eren unipersonals (24 homes vivint sols i 56 dones vivint soles), 184 parelles sense fills, 180 parelles amb fills i 16 famílies monoparentals amb fills.
La població ha evolucionat segons el següent gràfic:
Habitants censats

### Habitatges
El 2007 hi havia 502 habitatges, 480 eren l'habitatge principal de la família, 2 eren segones residències i 20 estaven desocupats. 490 eren cases i 11 eren apartaments. Dels 480 habitatges principals, 403 estaven ocupats pels seus propietaris, 72 estaven llogats i ocupats pels llogaters i 5 estaven cedits a títol gratuït; 15 tenien dues cambres, 60 en tenien tres, 143 en tenien quatre i 262 en tenien cinc o més. 403 habitatges disposaven pel capbaix d'una plaça de pàrquing. A 203 habitatges hi havia un automòbil i a 260 n'hi havia dos o més.

### Piràmide de població
La piràmide de població per edats i sexe el 2009 era:
| Homes | Edats   | Dones |
| ----- | ------- | ----- |
| 0     | 95 o +  | 0     |
| 0     | 90 a 94 | 0     |
| 4     | 85 a 89 | 0     |
| 4     | 80 a 84 | 4     |
| 12    | 75 a 79 | 16    |
| 28    | 70 a 74 | 16    |
| 24    | 65 a 69 | 40    |
| 36    | 60 a 64 | 24    |
| 28    | 55 a 59 | 24    |
| 60    | 50 a 54 | 52    |
| 76    | 45 a 49 | 76    |
| 48    | 40 a 44 | 68    |
| 56    | 35 a 39 | 44    |
| 56    | 30 a 34 | 28    |
| 24    | 25 a 29 | 40    |
| 56    | 20 a 24 | 44    |
| 84    | 15 a 19 | 28    |
| 56    | 10 a 14 | 40    |
| 40    | 5 a 9   | 32    |
| 32    | 0 a 4   | 16    |

## Economia
El 2007 la població en edat de treballar era de 818 persones, 576 eren actives i 242 eren inactives. De les 576 persones actives 532 estaven ocupades (288 homes i 244 dones) i 44 estaven aturades (24 homes i 20 dones). De les 242 persones inactives 105 estaven jubilades, 69 estaven estudiant i 68 estaven classificades com a «altres inactius».

### Ingressos
El 2009 a Saint-Paër hi havia 479 unitats fiscals que integraven 1.214 persones, la mediana anual d'ingressos fiscals per persona era de 19.856 €.

### Activitats econòmiques
Dels 19 establiments que hi havia el 2007, 1 era d'una empresa alimentària, 6 d'empreses de construcció, 3 d'empreses de comerç i reparació d'automòbils, 3 d'empreses de transport, 1 d'una empresa d'hostatgeria i restauració, 1 d'una empresa d'informació i comunicació, 1 d'una empresa financera, 1 d'una empresa de serveis, 1 d'una entitat de l'administració pública i 1 d'una empresa classificada com a «altres activitats de serveis».
Dels 8 establiments de servei als particulars que hi havia el 2009, 2 eren paletes, 1 fusteria, 2 lampisteries, 1 empresa de construcció, 1 perruqueria i 1 restaurant.
L'únic establiment comercial que hi havia el 2009 era una fleca.
L'any 2000 a Saint-Paër hi havia 28 explotacions agrícoles que ocupaven un total de 1.232 hectàrees.

## Equipaments sanitaris i escolars
El 2009 hi havia 1 escola maternal i 1 escola elemental.

## Poblacions més properes
El següent diagrama mostra les poblacions més properes.